# Presentes (serie de televisión)
:Presentes (estilizado con el emoticón :P) es una miniserie argentina juvenil con capítulos de aproximadamente 20 minutos. La serie es una apuesta del Ministerio de Educación de este país para el canal cultural Encuentro. Fue producida y realizada por la productora Mulata Films.

## Temáticas
La serie gira en torno a dos planos: por una parte, las problemáticas estereotipadas de la juventud en general (problemas familiares y amorosos, tareas del colegio y estudios, alcohol...) y por otro lado también la participación y la militancia política (en el centro de estudiantes de la escuela y las manifestaciones para que no cierren el centro cultural, pintadas en la calle, etc.), la implementación de las netbooks del plan Conectar Igualdad del Gobierno en las aulas de la escuela y los derechos de la juventud.

## Reparto

### Protagonistas
- Ailín Salas como Mariana Ojeda.
- Vera Spinetta como Estefanía "Estefi" Hernández.
- Nicolás Goldschmidt como Juan Ignacio "Nacho" Luna.
- Martina Juncadella como Carla Farías.
- Nicolás Condito como Leandro "Chifle" Chifloski.
- Dalma Maradona como Natalia "Natu" Suárez.
- Malena Sánchez como Romina Giuntini.
- Emanero como Federico.
- Rocío Quiroz como Emilia.
- Julián Serrano como Luca Prieto.
- Matias Marmorato como Javier "Fisu" Giuntini.
- Leonel Arancibia como Gonzalo Salcedo.

### Recurrentes
- Thelma Fardin como Jimena.
- Diego Alonso Gómez como Padre de Estefanía.
- Hilda Lizarazu como Madre de Estefanía.
- Daniel Campomenosi como Padre de Chifle.
- Javier Lombardo como Mecánico.
- Mónica Lairana como Madre de Mariana.
- Eugenia Lencinas como Madre de Emilia.

## Trama

### Temporada 1 (2012)
Mariana, una chica oriunda de Aluminé, Neuquén, se muda al conurbano bonaerense con su madre recién separada y debe integrarse a un ambiente que le es ajeno; Nacho se enfrenta a una realidad económica familiar adversa, y se plantea la posibilidad de retomar el colegio; Carla debe lidiar con una madre ausente y una relación enfermiza con su novio; Luca combate sus inseguridades personales escudado en una actitud soberbia; Natu debe hacerse cargo de lo que siente sin importar las consecuencias; Chifle busca, por todos los medios disponibles, dejar de ser virgen; Estefi pelea por lo que cree es justo frente a la indiferencia de algunos de sus compañeros; y Federico persevera en su vocación de músico.

### Temporada 2 (2015)
Mariana, Federico, Luca, Chifle, Carla, Estefi y Natu están en su último año del secundario y tienen nuevos compañeros Emilia (Rocío Quiroz) y Gonzalo (Leonel Arancibia). Ocurren nuevos problemas y situaciones que los protagonistas deberán superar.

## Episodios

### Primera Temporada (2012)
- Capítulo 1: Mariana
- Capítulo 2: Estefi
- Capítulo 3: Nacho
- Capítulo 4: Carla
- Capítulo 5: Chifle
- Capítulo 6: Luca
- Capítulo 7: Natu
- Capítulo 8: Todos
- Capítulo Completo: Especial Presentes

### Segunda Temporada (2015)
- Capítulo 1: Emilia
- Capítulo 2: Nacho
- Capítulo 3: Gonzalo
- Capítulo 4: Chifle
- Capítulo 5: Fede
- Capítulo 6: Estefi
- Capítulo 7: Natu
- Capítulo 8: Romi
- Capítulo 9: Luca
- Capítulo 10: Fisu
- Capítulo 11: Carla
- Capítulo 12: Mariana
- Capítulo 13: Detrás de escena